# Brodowski
Brodowski là một đô thị tại bang São Paulo, Brasil. Đô thị này nằm trên khu vực có độ cao 861 mét.
Diện tích là 279,8 km², dân số năm 2006 là 22.978. Năm 2022, dân số tại đây tăng lên 25.201 người

## Dân số
Dữ liệu điều tra dân số năm 2000
Tổng dân số: 22.978 (2006)
População rural: 854 người
Mật độ dân số (người/km²): 61,25
Tỷ lệ tử vong trẻ dưới 1 tuổi (trên 1 triệu cháu): 11,78
Tuổi thọ bình quân (tuổi): 73,56
Tỷ lệ sinh (trẻ trên mỗi bà mẹ): 2,25
Tỷ lệ biết đọc biết viết: 92,40%
Chỉ số phát triển con người (bình quân): 0,805
- Chỉ số phát triển con người (thu nhập): 0,734
- Chỉ số phát triển con người (tuổi thọ): 0,809
- Chỉ số phát triển con người (giáo dục): 0,872

(Nguồn: IPEADATA)